# Дьомін Володимир Тимофійович
Володимир Тимофійович Дьомін (рос. Владимир Тимофеевич Дёмин, 10 березня 1921,  Альошкіно, Ряжський повіт, Рязанська губернія, РРФСР — 10 жовтня 1966, Москва, СРСР) — радянський футболіст, лівий крайній нападник московських клубів «Спартак» і ЦБЧА (ЦБРА). Заслужений майстер спорту (1948).

## Біографія
У 1936 році була створена футбольна школа «Спартака» куди і потрапив Володимир Дьомін. У складі юнацької команди, він став переможцем кубка СРСР серед школярів у 1937 році, з 1939 року став входити в основну команду. Однак грав не часто.
Найяскравіший слід в історії футболу Дьомін залишив своєю грою в ЦДКА, при Борисі Аркадьєві. Його партнерами по атаці були чудові футболісти Всеволод Бобров, Григорій Федотов, Олексій Гринін, Валентин Ніколажв, В'ячеслав Соловйов, Борис Коверзнєв та інші. Багато голів, забитих цими нападниками, відбувалися з подач Володимира Дьоміна.

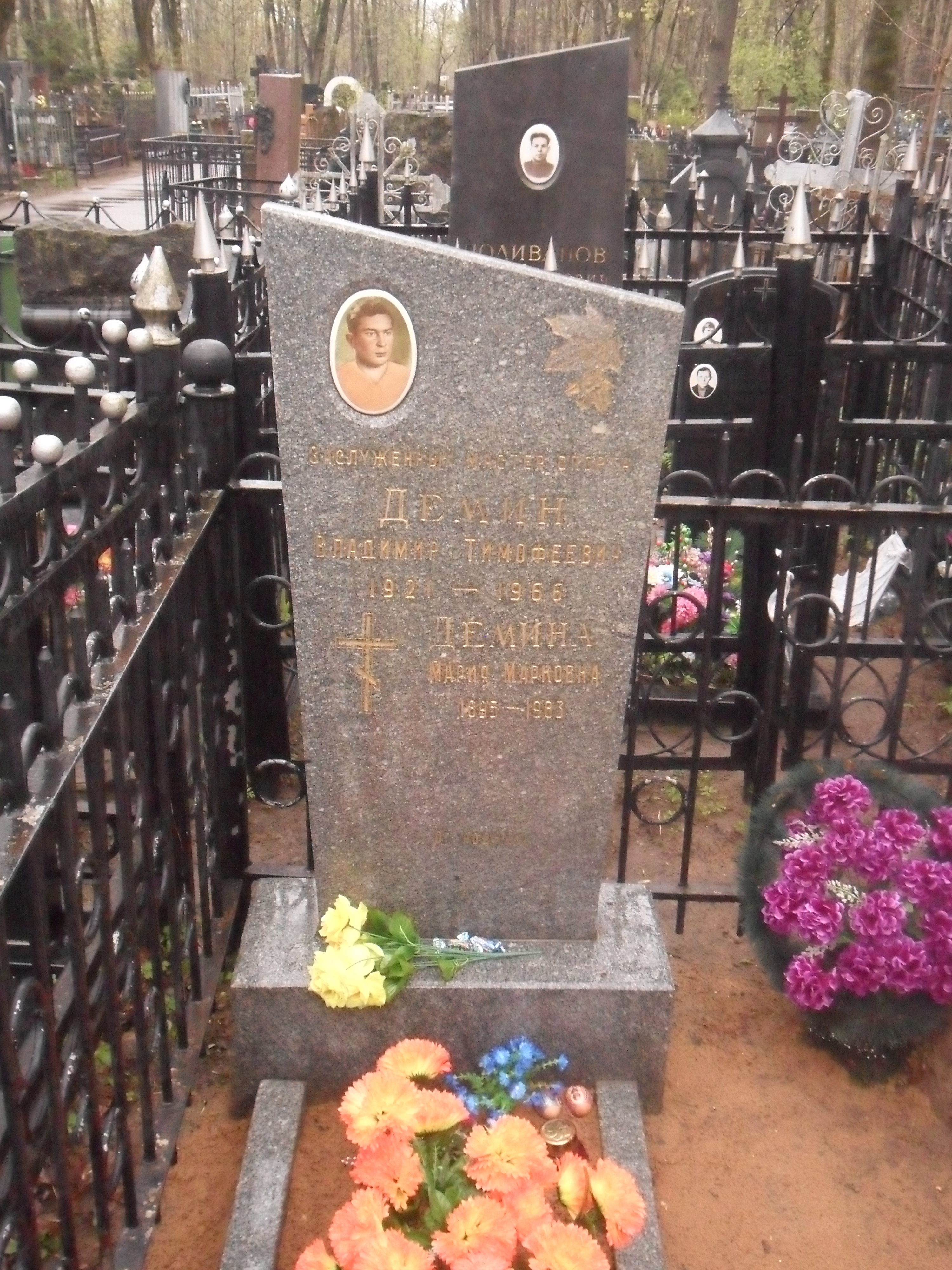
Могила Дьоміна на Ваганьковському кладовищі

Після провалу збірної СРСР на Олімпіаді в Гельсінкі, основу якої складали армійці, ЦБРА розформували. Дьомін до ігор збірної не притягувався, Аркадьєв побоювався розмов, що бере в команду багато своїх гравців.
Після цього Дьомін грав у команді міста Калініна, а потім перейшов у команду МВО (Московський Військовий округ), яка теж була розформована слідом за ЦБРА трохи пізніше. У 1954 році він завершив кар'єру футболіста.
Згодом, вже розлучившись зі спортом, Володимир Дьомін захворів на туберкульоз. З допомогою Всеволода Боброва його влаштували на лікування в дуже хороший туберкульозний санаторій, який перебував у підмосковному місті Пушкіно, — саме там лікувався від туберкульозу в 1920 році батько Всеволода Михайло Андрійович Бобров. Але Володимир Дьомін продовжував ставитися до порад лікарів безтурботно, недбало, дуже часто порушував режим, що в підсумку призвело до швидкої смерті екс-футболіста в 1966 році. Похований на Ваганьковському кладовищі.

## Характеристика
Невеликий на зріст, товстенький, виглядав досить незграбно, але до тих пір поки не торкався м'яча. Грав дотепно з запалом, володів хорошою швидкістю, сильним ударом, вмінням віддати точний пас і прекрасним арсеналом обманних рухів. Часто грав на публіку, за що був любим вболівальниками.

## Досягнення
- Чемпіон СРСР: 1939, 1946, 1947, 1948, 1950, 1951
- Срібний призер чемпіонатів СРСР: 1945, 1949
- Володар Кубка СРСР: 1945, 1948, 1951
- Фіналіст Кубка СРСР: 1944
- Член клубу Григорія Федотова: 100 голів
- За збірну СРСР зіграв в 1 неофіційному матчі.